# アラン・ムーアヘッド
アラン・マックレー・ムーアヘッド（Alan McRae Moorehead、1910年7月22日 - 1983年9月29日）は、オーストラリアのジャーナリスト、ノンフィクション作家。日本では「アラン・ムアヘッド」「アラン・ムアーヘッド」の表記もある。

## 生涯
メルボルン出身。メルボルン大学卒業後、『メルボルン・ヘラルド』紙の記者。のちロンドンに移住し、『デイリー・エクスプレス』紙の海外特派員としてスペイン内戦や第二次世界大戦の取材に当たった。
戦後は執筆活動に専念。1956年にガリポリの戦いを扱った『ガリポリ : 第1次大戦における最大の勇気と最大の愚行』で、第1回ダフ・クーパー賞を受賞。バーク・ウィルズ探検隊を扱った『恐るべき空白―死のオーストラリア縦断』で英国王立文学協会賞を受賞。

## 日本語訳
- 『白ナイル ナイル水源の秘密』 篠田一士訳、筑摩書房〈ノンフィクション・ライブラリー〉、1963年、筑摩叢書、1970年
  - 『現代世界ノンフィクション全集1　中央アジア探検記 白ナイル シベリアの密林を行く』、筑摩書房、1966年、所収
- 『青ナイル』 篠田一士訳、筑摩書房〈ノンフィクション・ライブラリー〉、1963年、筑摩叢書、1976年
- 『運命の衝撃 : 南太平洋、未開と文明の邂逅』 村上啓夫訳、早川書房〈ハヤカワ・ノンフィクション〉、1967年、ハヤカワ文庫、1978年
- 『乗れない方舟 : 消えゆく野性の国』 小原秀雄訳、早川書房〈ハヤカワ・ノンフィクション〉、1967年、ハヤカワ文庫、1981年
- 『砂漠の戦争 : 北アフリカ戦線1940-1943』 平井イサク訳、早川書房〈ハヤカワ・ノンフィクション〉、1968年、ハヤカワ文庫、1989年
- 『恐るべき空白 : 死のオーストラリア縦断』 尾塩尚訳、早川書房〈ハヤカワ・ノンフィクション〉、1969年
  - 『恐るべき空白 ： 死のオーストラリア縦断』 木下秀夫訳、ハヤカワ文庫、1979年。早川書房、2005年
- 『崩壊 : ヨーロッパ戦線1943-1945』 平井イサク訳、早川書房〈ハヤカワ・ノンフィクション〉、1972年
  - 『神々の黄昏 : ヨーロッパ戦線の死闘』 平井イサク訳、ハヤカワ文庫、1992年
- 『ダーウィンとビーグル号』 浦本昌紀訳、早川書房、1982年。ビーグル号航海記
- 『ガリポリ : 第一次大戦における最大の勇気と最大の愚行』 小城正訳、フジ出版社、1986年